# Ratna mornarica SAD-a
Ratna mornarica SAD-a (engl. United States Navy (USN)) grana je Oružanih snaga SAD-a zadužena za izvođenje pomorskih operacija. Flota Ratne mornarice broji 280 ratnih brodova u aktivnoj službi te više od 3.700 zrakoplova.
Mornarica administrativno potpada pod Ministarstvo ratne mornarice (Department of the Navy), na čelu kojeg je civilni tajnik ratne mornarice (Secretary of the Navy). Ministarstvo ratne mornarice, kao takvo, dio je Ministarstva obrane (Department of Defense). Najviša dužnost mornaričkoga časnika je zapovjednik za pomorske operacije (Chief of Naval Operations).
Ponos ratne mornarice SAD-a su najveći brodovi u floti, ujedno i kapitalni brodovi, nosači zrakoplova klase Nimitz.

## Oprema
Od 2018., mornarica upravlja s više od 460 brodova, uključujući plovila kojima upravlja Zapovjedništvo vojnog pomorskog prijevoza (MSC) s posadom od kombinacije civilnih izvođača i malog broja uniformiranog mornaričkog osoblja s 3650+ zrakoplova, 50 000 neborbenih vozila i posjeduje 75 200 zgrade na 3 300 000 hektara (13 000 km2).

## Unutarnje poveznice
- Hrvatska ratna mornarica
- Ruska ratna mornarica
- Njemačka ratna mornarica